# 屈韦维尔 (滨海塞纳省)
屈韦维尔（法語：Cuverville，法語發音：[kyvɛʁvil] ⓘ）是法国滨海塞纳省的一个市镇，属于勒阿弗尔区。

## 地理
屈韦维尔（49°39'49"N, 0°15'45"E）面积4.58 平方千米，位于法国诺曼底大区滨海塞纳省，该省份为法国北部沿海省份，其西部及北部濒大西洋英吉利海峡，东起顺时针与索姆省、瓦兹省、厄尔省和卡爾瓦多斯省接壤。
与屈韦维尔接壤的市镇（或旧市镇、城区）包括：波尔多-圣克莱尔、克里克托莱讷瓦勒、埃克兰维尔、丰格斯马尔、莱洛日。
屈韦维尔的时区为UTC+01:00、UTC+02:00（夏令时）。

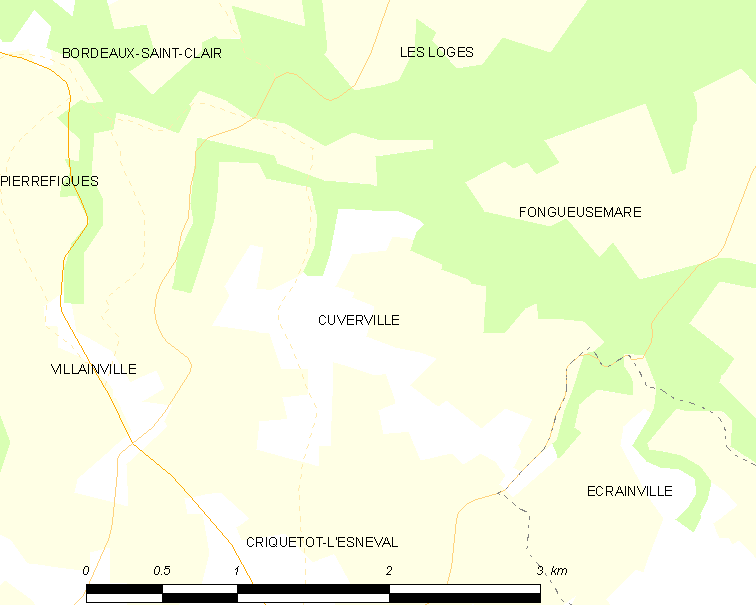
屈韦维尔的OSM定位图

## 行政
屈韦维尔的邮政编码为76280，INSEE市镇编码为76206。

## 政治
屈韦维尔所属的省级选区为滨海奥克特维尔县。

## 人口

1962-2008年间屈韦维尔人口变化图示

屈韦维尔于2022年1月1日时的人口数量为341人。